# Emmerbach (Werse)
Der Emmerbach ist ein orografisch linker Nebenfluss der Werse, der in Ascheberg-Herbern entspringt und von dort durch die südlichen Stadtteile von Münster in Westfalen fließt. Der Bach wird in zwei Dükern unter dem Dortmund-Ems-Kanal hindurch geleitet. Später mündet er bei Wolbeck in die Werse. 
Zu den Zuflüssen zählen (flussabwärts betrachtet) Wildbecke, Dorfbach, Bakenfelder Bach, Unlandbach, Bispingbach, Bönnewegbach, Dornbuschgraben und Getterbach.

## Naturschutz
Erste Renaturierungen des ehemals stark begradigten Flüsschens fanden 1986 statt, als ein ungefähr 500 Meter langes Teilstück als Pilotprojekt umgestaltet wurde und im Anschluss eine deutliche Erhöhung der Tier- und Pflanzenvielfalt festgestellt wurde. In den Jahren 2000 bis 2002 erfolgte im Rahmen des Ausbaus des Dortmund-Ems-Kanals eine weitere aufwendige Renaturierung des Emmerbachs, die rund 1,1 Millionen Euro kostete und zu 80 % vom Land Nordrhein-Westfalen getragen wurde. Dabei wurden Flutmulden angelegt und Betonschweller im Bach beseitigt. Außerdem wurde das Ufer stark abgeflacht und dort vor allem Stieleichen und Hainbuchen angepflanzt.
Durch die NABU-Naturschutzstation Münsterland wird in der Emmerbachaue bei Davensberg im Naturschutz- und FFH-Gebiet Davert ein Beweidungsprojekt mit Heckrindern und Konik-Pferden eingerichtet. Die Kombination der extensiven ganzjährigen Beweidung mit der Neuanlage von Gewässer- und Gehölzbiotopen soll zu einer naturnahen Entwicklung der Auenlandschaft beitragen.

## Namensgeber
Als Emmerbachtal wird das östlich des Dortmund-Ems-Kanals gelegene Ortsviertel von Hiltrup bezeichnet.